# Gengas

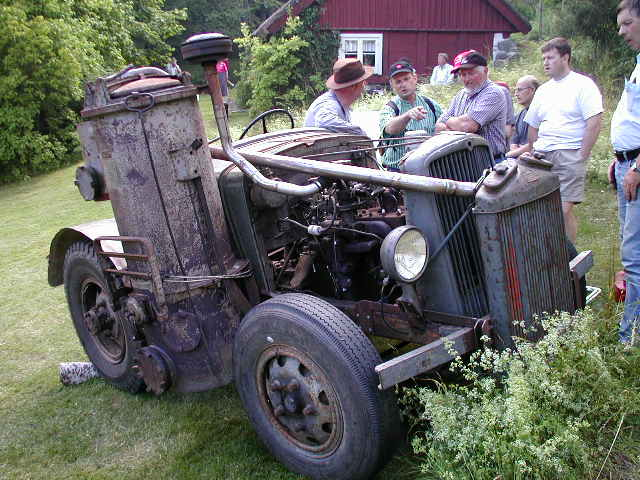
Gengasaggregat på en Ford EPA-traktor.

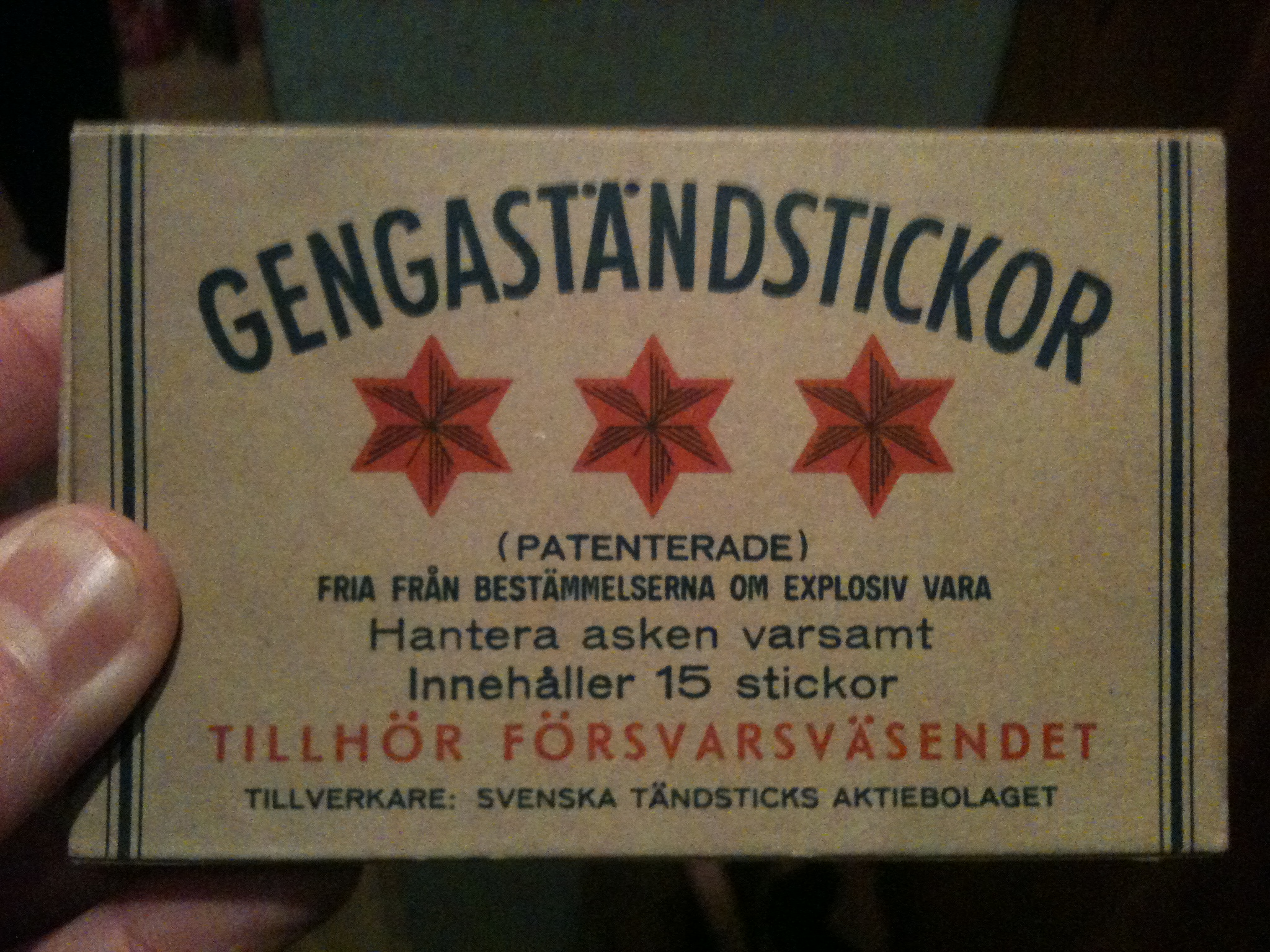
Tändstickor speciellt tillverkade för antändning av gengasaggregat från svenska försvaret.

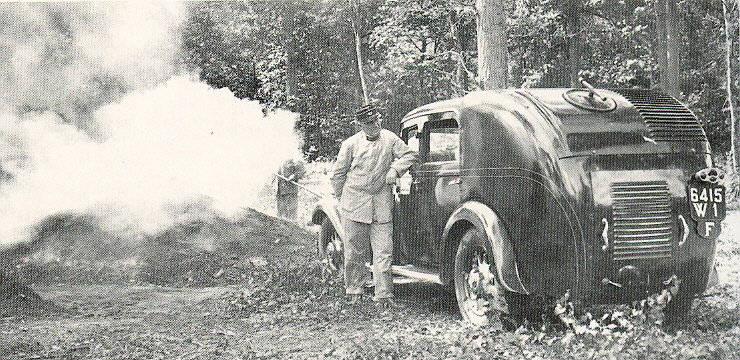
Prototyp till en gengasvariant av en Panhard et Levassor DS i Frankrike 1934

Gengas (kortform för generatorgas) är en gas som uppstår vid pyrolys – ofullständig förbränning – av trä eller kol och som kan användas som bränsle, bland annat för att driva motorer. Gengasen består huvudsakligen av kolmonoxid, vätgas, metan och koldioxid. Gengasen är på grund av sitt innehåll av kolmonoxid mycket giftig innan den förbränns.
Under andra världskriget användes gengas som fordonsbränsle i Sverige och Finland på grund av bristen på olja. Detta skedde genom att befintliga bilar modifierades genom att förses med mindre gasgeneratorer, så kallade gengasaggregat.
I fordonstillämpningar har gengasen enbart haft någon större betydelse när det funnits brist på petroleumbränsle. Anledningen är att energitätheten i gengasen är lägre, ungefär en tredjedel av naturgasens energiinnehåll, att kolmonoxiden är giftig och att gengasaggregaten kräver mycket underhåll.

## Historik
Gengasen hade sitt ursprung i industriella tillämpningar under 1800-talet, som ersättning för stenkol i områden där det fanns gott om billig ved. Ett industriellt användningsområde var för att elda ugnar inom järnframställning. En annan tillämpning var ugnar för framställning av eldfast tegel. (I Höganäs från år 1875.) I fordonstillämpningar under 1900-talet har syftet varit att ersätta bensin som drivmedel.
En tidig utrustning för gengas (generatorgas) togs fram av Gustaf Ekman som var anställd på Jernkontoret samt var bruksägare i Lesjöfors. Genom experimenterande i den gamla smedjan med Lancashirehärdar tog han fram en anordning kallad koltorn och kunde då framställa generatorgas för vällning av järn. Flera av dessa patent finns registrerade på Patent och Registreringsverket. Jernkontoret löste ut patenten så att de kunde användas av hela den svenska järnindustrin. Gengas användes som huvudsaklig energikälla fram tills oljan ersatte helt 1950. En gasgenerator finns bevarad i Ramnäs Bruk, norr om Västerås, en så kallad Ekman-konstruktion. Kopplingen mellan de tidigare gasgeneratorerna och användningen under andra världskriget är dokumenterad vid Tekniska Museet i Stockholm.
År 1932 inrättades i Sverige en lånefond för inköp och montering av gengasaggregat. Tanken bakom lånefonderna var att stimulera inhemsk gengasanvändning. Lånefonden var under sina två första år populär, men gengasen levde inte upp till investerarnas förväntningar. År 1933 godkändes 225 låneansökningar. Året efter godkändes bara fyra. Användarna var framförallt missnöjda med det extra arbete gengasanvändning medförde och med att den orsakade slitage på motorerna.
Gasgeneratorer framställdes i stort som medströms förgasning eller som motströms förgasning. Vid medströms förgasning erhålles större mängd vätgas med renare gaser. Vid motströms förgasning erhölls främst metangaser, som dock var relativt mer förorenade då de innehöll tjära. Runt sekelskiftet 1800/1900 togs historik fram av professor Edvard Hubendick. Han skriver att gasgeneratorn togs fram genom provning, och genom att lyckas eller misslyckas gjordes framsteg.
År 1907 skrev Samuel Wyer "A treatise on producer-gas and gas producers". Den beskriver olika gasgeneratorer, då främst amerikanska sådana, men även Ekmans gasgenerator finns beskriven. Boken beskriver tekniken bakom gasgenereringen och ger anläggningsexempel på större gasgeneratoranläggningar (främst stålverk).
Senare har i Tyskland historik framtagits av Haeder & Haeder. Den finns utgiven i olika upplagor och tar upp utvecklingen av gasgeneratorer främst i Tyskland.

## Gengas i Sverige under andra världskriget

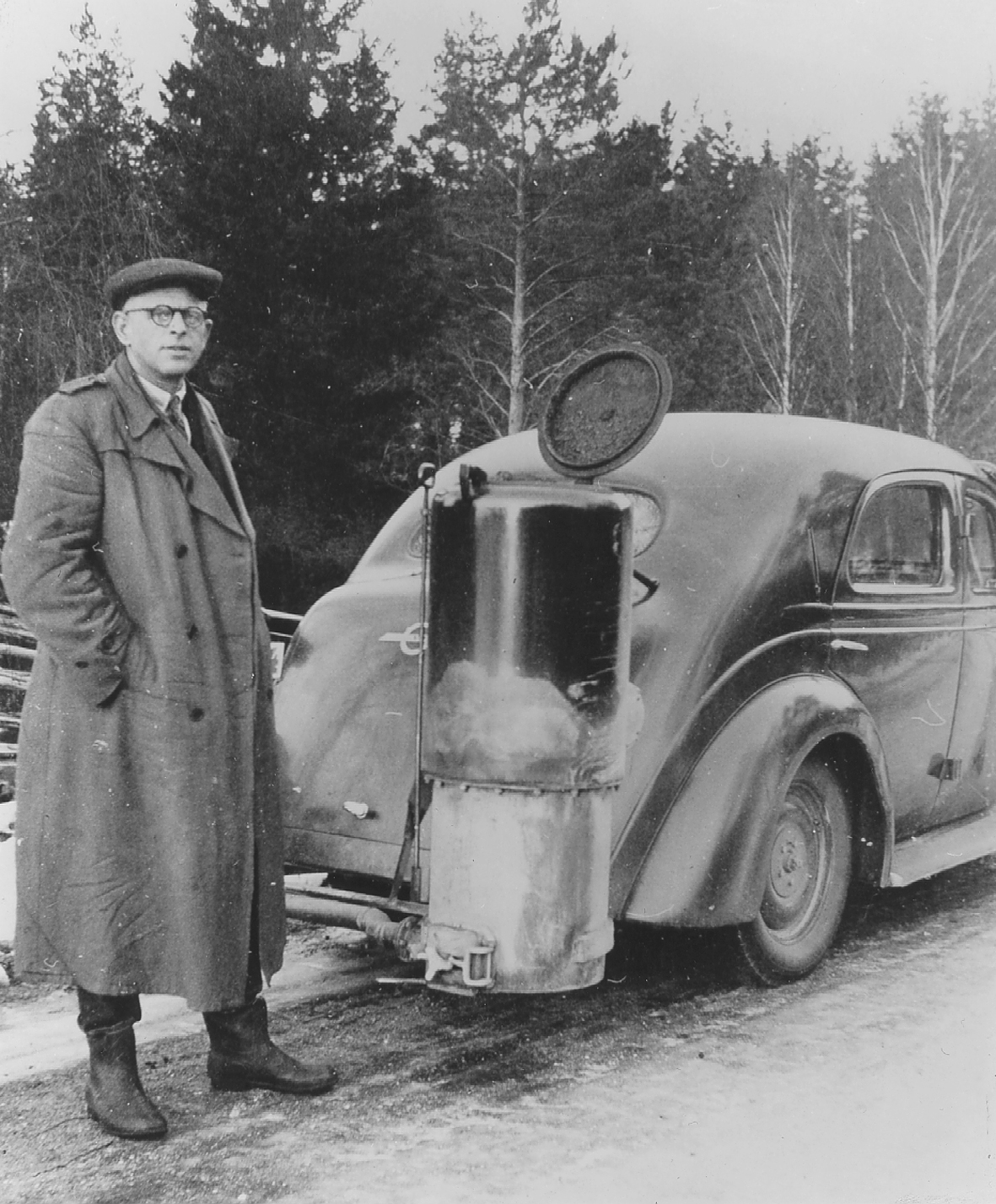
Bil med gengasaggregat 1944.

Under upptakten till andra världskriget stod det klart att Sverige skulle riskera en avspärrningssituation som skulle leda till brist på bensin och andra petroleumprodukter, eftersom dessa importerades.
Under andra världskriget användes gengas som fordonsbränsle i Sverige och Finland på grund av bristen på olja. Gengasen hade mycket stor betydelse för att hålla transporterna rullande. I början av kriget improviserades en del gengasaggregat med en oren gas till följd, vars förbränning slet hårt på motorn. Aggregaten blev med tiden bättre. 1940 arrangerade KAK en tävling för gengasdrivna bilar med syftet att utröna tekniken och leta efter innovationer. Idag är fordon som drivs av gengas mestadels en hobby- eller nostalgiverksamhet. Det finns dock några få personer i Sverige och Finland som använder gengasdrivna fordon till vardags. Det finns även utländska företag som bygger stationära elverk drivna av gengas för elproduktion i tredje världen.
I november 1940 fanns det 22 000 inregistrerade gengasbilar i Sverige. Vid samma tidpunkt året därpå var antalet 71 000.
Inledningsvis dominerade träkol som bränsle i gengasaggregaten, så småningom tog ved hälften av marknaden. Både kol och ved såldes ofta med bristande kvalitet, varför Statens bränslekommission tillsatte en kommitté som i maj 1941 formulerade normer för produkterna. För att få säljas som "bilved", måste varan deklareras med träslag, tillverkningssätt, volym och sortering, fukthalten fick inte överstiga 25% och veden fick inte innehålla sågspån, stickor eller bark.
Under andra världskriget utkondenserades gaser från knäckebrödsugnar från en knäckebrödsfabrik i Stockholmsområdet. Den utkondenserade etanolen användes sedan i deras lastbilar vid utkörning av bröd i Stockholmsområdet. Fabriken inköptes senare av Wasabröd.
Under andra världskriget tillverkade Hägglund & Söner gengasapparater enligt System Svedberg, en konstruktion skapad av ingenjören Axel Svedberg. Utvecklingen skedde i samarbete med Scania-Vabis.
Giftigheten hos kolmonoxiden ledde till många olyckor, inklusive dödsolyckor, under andra världskrigets användning. 1941 uppskattades antalet dödsolyckor i Sverige till tolv, och därutöver ett hundratal livshotande olyckor. En bidragande anledning till olyckorna var att det vid uppstart tog en viss tid innan gengasaggregatet gav tillräckligt med bränsle för att driva fordonet. Om aggregatet startades inne i ett garage fanns det därför en risk att en skadlig koncentration kolmonoxid byggdes upp innan fordonet kunde köras ut. Ett sätt att komma runt detta var att använda en liten mängd bensin för att köra ut fordonet ur garaget.

## Gengas som motorbränsle
Innan gengasen kommer in i motorn behöver den renas. Detta sker traditionellt sett i fyra steg:
1. Cyklonfilter: gasen går in i en cyklon där större sot- och askpartiklar av centrifugalkraften virvlar ner i en behållare medan gasen fortsätter ut.
2. Vattenbad: gasen skrubbas i vatten i vilket syror och mindre askpartiklar löses upp.
3. Kylning: gasen passerar en kylare som kondenserar bort vatten och minskar gasens volym (likt en intercooler), vilket gör att mer brännbar gas får plats i motorn.
4. Korkfilter: filtret suger åt sig ytterligare vatten, askpartiklar och tjära ur gasen.

Gengas erbjuder hög verkningsgrad. Vesa Mikkonen har noggrant undersökt gengas som bränsle för bilar i sin bok "Wood gas for mobile applications". Under praktiska erfarenheter har 1000 kg ved ersatt 385 liter motorbensin under normalt dagligt bruk med samma omodifierade bil. Det här betyder att energikravet för en vedgasbil blir 1,54 x högre jämfört med samma bil körd på bensin, men ingen bränslebearbetning behövs. Jämförelsen tar hänsyn till såväl uppvärmning som extra vikt av gengasaggregaten. Aktuell verkningsgrad för en gengasgenerator är 75%. Avgasutsläppen är också minimala. Avgasanalysen har bevisat att utsläppen av kolmonoxid är under 0,3% och utsläppen av kolväte är mindre än 15 ppm utan katalytisk avgasrening. Moderna gengassystem fungerar också bra med lufttorkad ved och torv.